# Cal Salat (la Figuera)
Cal Salat és una obra de la Figuera (Priorat) protegida com a Bé Cultural d'Interès Local.

## Descripció
Edifici de paredat arrebossat de planta baixa i un pis. Sobre la façana s'obre una porta i una finestra a la planta baixa, juntament amb una fornícula dintre de la qual hi ha una creu de ferro forjat moderna; al primer pis un balcó i dues finestres. La porta és adovellada, amb una inscripció a la clau tal com segueix: "Ave Maria pura sin pecado concebida".

## Història
Es tracta d'una construcció humil, de reduïdes dimensions. Per la data de la porta es pot suposar que és la construcció original, aixecada arrel del desenvolupament demogràfic i urbanístic del segle xviii. No es coneixen altres dades històriques sobre la construcció. Sembla que el nom de la casa és original i antic.